# کتچیکن (آلاسکا)
کچیکان (به انگلیسی: Ketchikan) شهری در بخش کچیکان گیت‌وی، آلاسکا ایالت آلاسکا است که جمعیت آن در سرشماری سال ۲۰۰۰ میلادی ۷۹۲۲ نفر بوده‌است.